# Grandidierina fierinensis
Espèce
Synonymes
- Scelotes fierinensis Grandidier, 1869
- Voeltzkowia fierinensis (Grandidier, 1869)

Statut de conservation UICN

 LC  : Préoccupation mineure
Grandidierina fierinensis est une espèce de sauriens de la famille des Scincidae.

## Répartition
Cette espèce est endémique d'Atsimo-Andrefana à Madagascar,. Elle se rencontre vers la Forêt des Mikea, Tsimanampetsotsa et Tsimanampetsotsa entre 50 et 100 m d'altitude.

## Description
Ce lézard ne possède pas d'oreille ni d'œil, et ses pattes avant sont atrophiées. Les pattes arrière sont présentes mais réduites.

## Étymologie
Son nom d'espèce, composé de fierin et du suffixe latin -ensis, « qui vit dans, qui habite », lui a été donné en référence au lieu de sa découverte, Fiérin.

## Publication originale
- Grandidier, 1869 : Descriptions de quelques animaux nouveaux découverts, pendant l'année 1869, sur la côte ouest de Madagascar. Revue et Magazine de Zoologie (Paris), sér. 2, vol. 21, p. 337-342 (texte intégral).